# Перри Мейсон (сериал, 2020)
«Перри Мейсон» (англ. Perry Mason) — американский драматический детективный телесериал, основанный на романах Эрла Стэнли Гарднера, с Мэттью Ризом и Джульет Райлэнс в главных ролях. Премьера состоялась 21 июня 2020 года на HBO. Изначально планировался как лимитированный сериал, был продлён на второй сезон, премьера которого состоялась 6 марта 2023 года, а после этого закрыт.

## Сюжет
Сериал является вольным приквелом к оригинальной серии романов Эрла Стэнли Гарднера. Его действие происходит в Лос-Анджелесе в начале 1930-х годов, в разгаре Великой депрессии. Заглавный герой — нищий частный сыщик, страдающий от пост-травматического стресса из-за пережитых на войне ужасов. Однажды он оказывается вовлечён в расследование похищения и убийства полуторагодовалого мальчика, в котором обвиняется его же мать. Эта история становится началом превращения Перри Мейсона в знаменитого адвоката.

## В ролях
Основной состав
- Мэттью Риз — Перри Мейсон, частный сыщик, позже адвокат
- Джульет Райлэнс — Делла Стрит, помощница Джонатана и Мейсона
- Крис Чок — Пол Дрейк, полицейский, позже частный сыщик на службе у Мейсона
- Шей Уигем — Пит Стрикленд, деловой партнер Мейсона, позже помощник Гамильтона Бюргера
- Татьяна Маслани — сестра Элис Маккиган, проповедница (только в первом сезоне)
- Джон Литгоу — Элиас Бёрчард «Э. Б.» Джонатан, работодатель Мейсона (только в первом сезоне)
- Эрик Ланж — детектив Джин Холкомб (регулярно со второго сезона)
- Джастин Кирк — Гамильтон Бюргер, помощник окружного прокурора (регулярно со второго сезона)

Второстепенный состав
- Гейл Рэнкин — Эмили Додсон, мать погибшего мальчика и клиентка Джонатана и Мейсона
- Нейт Корддри — Мэттью Додсон, муж Эмили и отец Чарли
- Вероника Фэлкон — Люпе Гиббс, пилот, любовница Мейсона
- Джефферсон Мэйс — Вёрджил Шитс, начинающий патологоанатом и друг Мейсона
- Эндрю Ховард — детектив Джо Эннис
- Роберт Патрик — Херман Бэггерли, отец Мэттью Додсона, наниматель Джонатана и Мейсона
- Стивен Рут — Мэйнард Барнс, окружной прокурор, обвинитель по делу Эмили
- Лили Тейлор — Бёрди Маккиган, мать Элис
- Мэтт Фрюэр — судья Фрэд Райт
- Диарра Килпатрик — Клара Дрейк, жена Пола
- Дэвид Уилсон Барнс — старейшина Браун
- Тейлор Николс — старейшина/дьякон Эрик Сайдель
- Аарон Стэнфорд — Джордж Гэннон
- Молли Эфраим — Хэйзел Прайсток, любовница Деллы
- Гретчен Мол — Линда Мэйсон, бывшая жена Перри
- Дженни О’Хара — Джун Питлик, домовладелица Деллы и Хэйзел
- Майкл Макмиллиан — Оливер Фог
- Тодд Викс — Джим Хикс
- Эндрю Дивофф — Эл Говард

## Эпизоды
| № общий | № в сезоне | Название              | Режиссёр            | Автор сценария                                 | Дата премьеры  | Зрители в США (млн) |
| --- | ---------- | --------------------- | ------------------- | ---------------------------------------------- | -------------- | ------------------- |
| 1 | 1          | «Глава 1» «Chapter 1» | Тим Ван Паттен      | Ролин Джонс и Рон Фицджеральд                  | 21 июня 2020   | 0.884               |
| 2 | 2          | «Глава 2» «Chapter 2» | Тим Ван Паттен      | Ролин Джонс и Рон Фицджеральд                  | 28 июня 2020   | 0.799               |
| 3 | 3          | «Глава 3» «Chapter 3» | Тим Ван Паттен      | Ролин Джонс и Рон Фицджеральд                  | 5 июля 2020    | 0.950               |
| Барнс жаждет осудить Эмили за сговор с целью убийства на смертную казнь. На предварительном слушании раздавленная Эмили чуть не признаёт себя виновной, и Барнс требует залог в 25 тысяч долларов, который судья принимает. Уверенный в вине невестки, Бэггерли прекращает финансировать Джонатана. Тем временем Пит Стрикланд, напарник Мейсона, обнаруживает, что Гэннон раньше работал в местном казино, но его бывший начальник утверждает, что Гэннон сам уволился по религиозным причинам. Всё больше убеждённый, что Гэннона подставили, Перри пытается убедить Пола помочь ему, но тот вынужден отказать, так как ему угрожал Эннис. Однако позднее он отдаёт Перри вставные зубы, найденные у лестницы, и Перри и Пит убеждаются, что это зубы Гэннона. Делла Стрит, секретарь Джонатана, в шоке застаёт Энниса и Холкомба за попыткой выбить из Эмили признание с помощью насилия. Элис внезапно теряет сознание во время службы, а по пробуждении заявляет, что Бог велел ей «воскресить Чарли». |            |                       |                     |                                                |                |                     |
| 4 | 4          | «Глава 4» «Chapter 4» | Дениз Гамзе Эргювен | Стивен Ханна и Сара Келли Каплан               | 12 июля 2020   | 0.711               |
| В ужасе от заявления Элис Бэггерли и другие банковики церкви требуют немедленного опровержения, когда обо всём узнают газеты. Элис почти соглашается, но, когда во время выступления часть зрителей начинает её поддерживать, она повторяет своё заявление и объявляет о невиновности Эмили. Перри и Пит похищают тело Гэннона и подкидывают его на гольф-корт, чтобы получить официальную аутопсию. Позже, отследив движения похитителей до места предполагаемого выкупа, они обнаруживают связь с сектой Лосиной Ложи и присутствие в ней Энниса. Джонатан пытается с помощью этих улик убедить Барнса снять обвинения с Эмили, но тот вместо этого угрожает ему обвинениями в хищении и лишением лицензии. Поскольку наряду с этим он получил ещё и отказ в займе от банка, раздавленный Джонатан уже хочет убедить Эмили признать вину, но затем передумывает и убеждает её бороться. На следующий день у него окончательно сдают нервы, и он совершает самоубийство. |            |                       |                     |                                                |                |                     |
| 5 | 5          | «Глава 5» «Chapter 5» | Дениз Гамзе Эргювен | Элеанор Бёрджесс                               | 19 июля 2020   | 0.884               |
| Делла находит погибшего Джонатана и вызывает Перри. Вместе они переносят его тело в спальню и выдают его смерть за естественную. Передав его тело родственникам, Перри посещает своего сына Тео и бывшую жену Линду, которая отказывает ему в просьбе взять Тео на время. Тем временем Пит начинает шпионить за Эннисом и в итоге обнаруживает его в борделе Чайнатауна. Эннис пытается всё скинуть на Холкомба, но Пит ему не верит. Элис убеждает свою скептичную мать Бёрди заплатить залог за Эмили средствами церкви и стать её защитниками, отчего церковь окончательно разделяется. Эмили назначают нового адвоката, но он вызывает у Деллы плохое предчувствие, и в результате она обнаруживает, что он работает на Барнса. Когда она рассказывает об этом Перри, тот произносит страстную тираду против коррупции судебной системы, и у Деллы тут же рождается рискованный план: она создаёт поддельный документ, утверждающий, что Перри был тайным учеником Джонатана и после сдачи дисциплинарного экзамена сможет стать новым представителем Эмили. Перри эта идея не по душе, но он соглашается, понимая, что Барнс может подкупить сколько угодно государственных защитников. Эмили принимает Мейсона как своего нового представителя. После нескольких консультаций у младшего окружного прокурора Гамильтона Бюргера Мейсон успешно сдаёт экзамен и становится адвокатом. |            |                       |                     |                                                |                |                     |
| 6 | 6          | «Глава 6» «Chapter 6» | Дениз Гамзе Эргювен | Кевин Дж. Хайнс                                | 26 июля 2020   | 0.959               |
| Первое выступление Перри в качестве нового адвоката Эмили начинается не очень хорошо, так как ему трудно произнести вступительную речь, а Барнс вызывает неожиданного свидетеля — менеджера отеля, который сообщает, что Чарли был оставлен в одиночестве, пока Эмили была в соседней комнате с любовником. Пит вскоре обнаруживает чеки, доказывающие, что Гэннон воровал средства церкви. Он пытается убедить Перри представить вставные зубы Гэннона в суде, но тот не желает предавать Пола. Тогда Пит пытается убедить самого Пола рассказать о зубах во время перекрёстного допроса, но тот не может это сделать. Пит едет в Колорадо и узнаёт, что Эннис когда-то работал на дьякона церкви Эрика Сайделя. Пол, намеренный помочь, передаёт Мейсону официальный конверт со вставными зубами, чтобы он мог их использовать в суде, но это не срабатывает: судья признаёт это недопустимой уликой. Делла с помощью информации, найденной Питом, обнаруживает связь Бэггерли со множеством теневых компаний, принадлежащих церкви. Последний свидетель Барнса, охранник из тюрьмы Эмили, даёт ложные показания, будто слышал признание Эмили в смерти сына во время исповеди у Элис, чем вызывает хаос в зале суда. Перри позже едет по адресу, найденному Деллой, и находит некоего Джима Хикса, который утверждает, что ждал его. |            |                       |                     |                                                |                |                     |
| 7 | 7          | «Глава 7» «Chapter 7» | Тим Ван Паттен      | Говард Кордер                                  | 2 августа 2020 | 1.038               |
| Хикс, оказавшийся предшественником Гэннона в качестве бухгалтера церкви, рассказывает Мейсону (а позже и в суде), что против воли участвовал в финансовой схеме Сайделя, получив в качестве взятки за молчание землю для дома. Перри представляет в суде копии финансовых записей Хикса о том, что церковь была должна 100 000 долларов (это сумма выкупа за Чарли), и что накануне похищения банк отказал им в аналогичном займе. Пит возвращается из Колорадо и сообщает Перри, что Эннис и двое мёртвых похитителей раньше работали вместе на Сайделя, доказывая, что всё было спланировано. Пит выслеживает его, намереваясь заставить признаться, но Сайдель убегает, а позже его убивает Эннис. Пол отслеживает движения похитителей до отеля и узнаёт от горничной, что Эннис пришёл туда вместе с кормящей проституткой. Вместе Пол и Перри посещают чайнатаунский бордель и узнают, что та проститутка умерла от передозировки героина. Вёрджил подтверждает, что грудное молоко с героином смертельно для ребёнка, раскрывая причину смерти Чарли. Элис наконец устраивает церемонию воскрешения Чарли, но гроб оказывается пустым. Бёрди срочно увозит дочь в другое место, где находит другого ребёнка и выдаёт его за Чарли. Элис, окончательно во всём разочаровавшаяся, убегает. |            |                       |                     |                                                |                |                     |
| 8 | 8          | «Глава 8» «Chapter 8» | Тим Ван Паттен      | Ролин Джонс, Рон Фицджеральд и Кевин Дж. Хайнс | 9 августа 2020 | 1.115               |
| Перри очень хочет потребовать показаний у Энниса, но Бюргер просит его не горячиться и надеяться на показания Хикса. Делла предлагает попросить выступления Эмили, и Перри соглашается. Однако Барнс ухитряется испортить ситуацию, заставив Эмили признать, что по крайней мере частично она виновна в гибели сына. Перри произносит эмоциональную и страстную заключительную речь, обвиняя Барнса в том, что тот просто атакует Эмили за супружескую измену вместо того, чтобы искать правду о смерти мальчика. Ответная речь Барнса оказывается куда более короткой и сухой. Спустя три дня жюри оказывается в тупике, не придя к единому решению, и судья аннулирует процесс, что для Мейсона победа. Барнс уверяет прессу, что будет добиваться повторного суда, но когда один из журналистов припоминает ему, что этот проигрыш плохо скажется на его предвыборной кампании на пост мэра, Барнс чуть на него не нападает. На повторное рассмотрение дело не отправляют. Пит встречается с присяжным, которому тайно заплатил за голос в пользу Эмили, и неожиданно узнаёт, что ещё двое проголосовали так же абсолютно легитимно. Эмили, хотя и замечает различия во внешности, принимает найденного Бёрди малыша как воскресшего Чарли и присоединяется к её новой странствующей церкви. Пит, которого правда о присяжных заставила что-то переосмыслить, уходит от Мейсона работать к Бюргеру, который начинает дело против церкви. Перри занимает старый офис Джонатана и нанимает Деллу (с расчётом на будущее партнёрство) и Пола (который ушёл из полиции). Вскоре они встречаются с первой клиенткой. В конце Перри навещает Элис, которая сменила внешность и устроилась работать официанткой в кафе на побережье. Они обсуждают историю Чарли и находят общий язык на почве одиночества. Элис возвращается работать, а Перри пускает по ветру медицинскую ниточку из глаза Чарли, как бы отпуская мальчика. |            |                       |                     |                                                |                |                     |

## Производство
В августе 2016 года стало известно, что HBO занимается разработкой сериала, основанного на романах Эрла Стэнли Гарнера. Ник Пиццолатто стал сценаристом и исполнительным продюсером проекта. Роберт Дауни-младший, его компания Team Downey и Джо Хорасек присоединились к Пиццолато в качестве исполнительных продюсеров. В августе 2017 года Пиццолатто покинул шоу, чтобы сосредоточиться на работе над третьим сезоном сериала «Настоящий детектив», а сценаристами стали Ролин Джонс и Рон Фицджеральд.
В январе 2019 года HBO официально заказал «Перри Мейсона» в формате мини-сериала. Джонс, Фицджеральд, Сьюзан Дауни и Аманда Баррелл стали исполнительными продюсерами, Мэттью Риз — продюсером. Джонс и Фицджеральд стали ещё и шоураннерами. В марте того же года Тим Ван Паттен присоединился к проекту в качестве режиссёра и исполнительного продюсера. В июле 2020 года сериал был продлён на второй сезон.
В ходе работы над спецэффектами и антуражем разработчики ориентировались на фильм Китайский квартал. Для съёмки эпизодов Первой мировой войны в Санта-Кларите были прорыты траншеи.
Роль Перри Мейсона изначально предназначалась Роберту Дауни-младшему. В июле 2018 года Дауни отказался от неё из-за плотного графика, но остался одним из исполнительных продюсеров сериала. В январе 2019 года главную роль получил Мэттью Риз. В апреле того же года к шоу присоединилась Татьяна Маслани, в мае — Джон Литгоу, в июне - Крис Чок и Шей Уигем (основной состав), Нейт Корддри, Вероника Фэлкон, Джефферсон Мэйс, Гейл Рэнкин и Лили Тейлор (второстепенные роли). В июле к касту присоединились Джульет Райлэнс, Эндрю Ховард, Эрик Ланж, Роберт Патрик и Стивен Рут, в октябре — Джастин Кирк.

## Релиз и восприятие
Премьерный показ сериала начался 21 июня 2020 года. Критики восприняли его неоднозначно. Звучали мнения о том, что повествование в «Перри Мейсоне» слишком затянуто, что изображение главного героя в роли заштатного частного сыщика, а не блестящего адвоката, — неудачный ход. Обозреватель Film.ru пишет, что шоу «будто создавали по методичке „Как сделать отличный сериал для кабельного ТВ“ из конца нулевых». Рецензент «Комсомольской правды» высоко оценил «Перри Мейсона» из-за сюжета, атмосферы 30-х годов и игры Мэттью Риза, но посоветовал зрителям перед просмотром забыть всё, что они знают о главном герое. Бен Трэверс из IndieWire назвал шоу «поразительным визуальным шедевром».
Сериал оказался самым популярным проектом HBO за два года: первую серию посмотрели 8 миллионов зрителей, и этот успех признан «оглушительным». На сайте-агрегаторе отзывов Rotten Tomatoes рейтинг составил 75 % со средней оценкой 7,3 из 10. Консенсус критиков сайта гласит: «Захватывающая мистерия Перри Мейсона с первоклассными перформансами и потрясающим стилем с лихвой компенсирует несколько запутанный сюжет». На Metacritic средний балл составил 68 из 100, что указывает на «в целом положительные отзывы».
В июле 2020 года «Перри Мейсона» продлили на второй сезон, показ которого начался 6 марта 2023 года. Этот сезон получил на Rotten Tomatoes рейтинг одобрения 84 % на основе 31 рецензии (средняя оценка 7,2 из 10). Критики с этого сайта сочли второй сезон «более цельным и увлекательным», чем первый, и высоко оценили игру Мэттью Риза. На Metacritic сезон получил средневзвешенную оценку 71 из 100, что указывает на «в целом положительные отзывы».
6 июля 2023 года было объявлено, что шоу закрыто.